# اوکنیت
اوکنیت (Okenite) با فرمول شیمیایی Ca(1,5) [Si3O6(OH)3]. (1,5)H2O، معروف به «توپ‌های کتانی»، کانی سیلیکات که معمولاً با زئولیت مرتبط است، این کانی را در سنگ‌های بازالتی می‌یابند. در حرارت شعله به سختی ذوب می‌شود. برخی از انواع آن ترد و برخی انعطاف‌پذیرند.
اوکنیت در اثر حادثه‌ای در جزیره دیسکوی گرینلند در سال ۱۸۲۸ یافت شد. این کانی کمیاب است و در آلمان، گرینلند، ایسلند، هند، ایرلند شمالی، زلاندنو، جمهوری آذربایجان و … یافت می‌شود.